# Linden (fartyg)

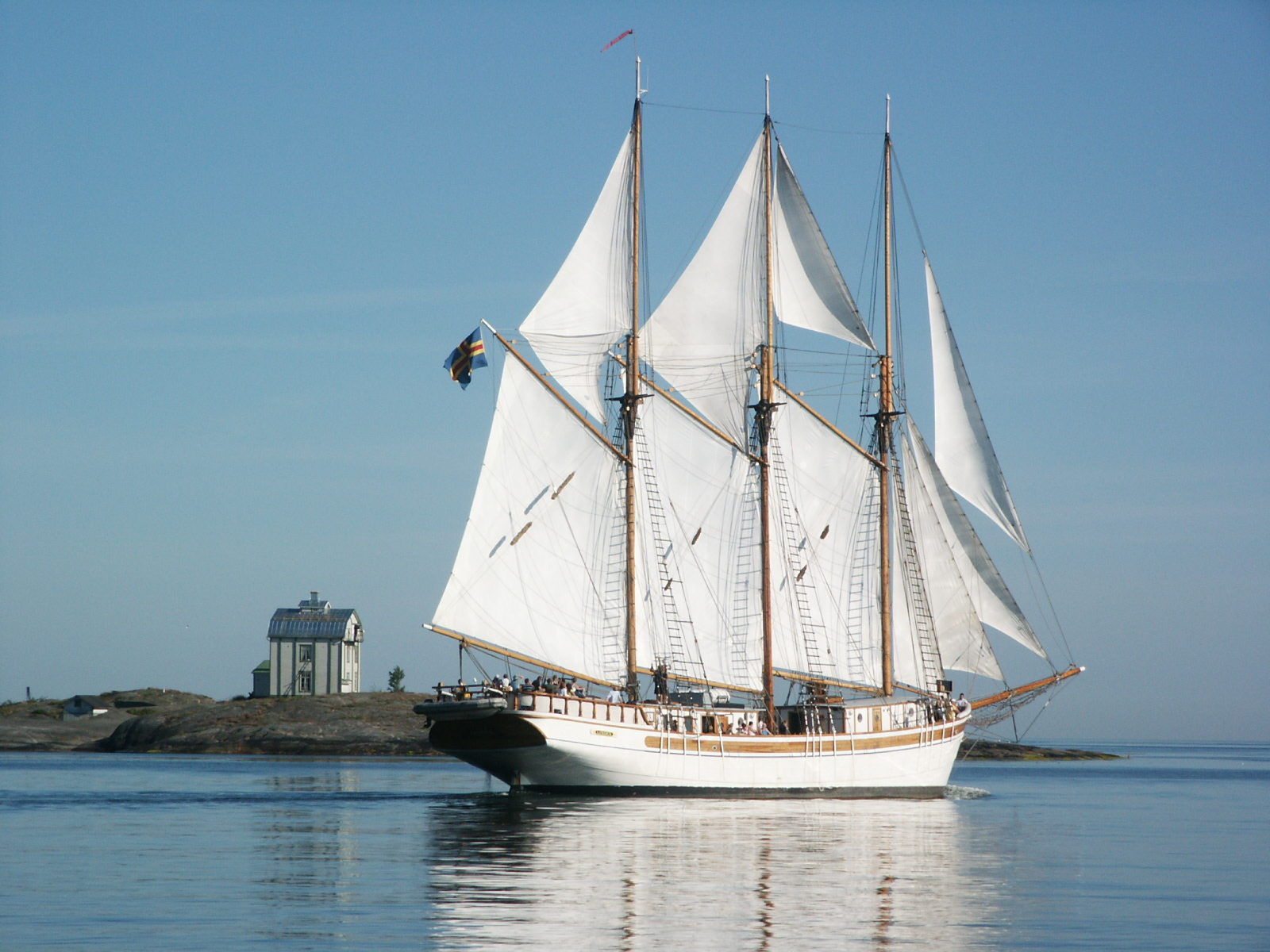
Linden seglar förbi Kobba Klintar.

Linden är en tremastad slättoppsskonare byggd 1990–1992 i Sjökvarteret i Mariehamn. 
Efter att galeasen Albanus byggts ville man hålla kvar den yrkeskunskap som skapats och byggde gärna ett till fartyg. I motsats till Albanus planerades Linden att finansieras kommersiellt, främst genom kryssningar för företag. Hon har en besättning på 4-8 man och plats för 15–65 passagerare och är besiktigad som passagerarfartyg för östersjötrafik.
Linden såldes till Danmark 2017.
Linden har hemmahamn i Thurø, Svendborg men tillbringar stora delar av året i Nordnorge och Svalbard. S/V Linden gör bland annat Norrskensseglatser, Ski & Sail samt jakt- och fisketurer i arktis.

## Den ursprungliga Linden
Linden är en replik av ett tidigare fartyg med samma namn. Den ursprungliga Linden byggdes vid Slemmern intill Ytternäs, där hennes huvudredare och första skeppare Verner Pettersson bodde.
Linden sjösattes 1920. Efter kriget var det stort behov av tonnage och många nya fartyg byggdes då, men den påföljande lågkunjunkturen betydde att många av fartygen aldrig blev lönsamma. Många fartyg byggdes med tanke på att de senare skulle förses med motor, när de tjänat in tillräckligt med pengar. Också Linden var ursprungligen tänkt att få motor, men överraskande omkostnader vid sjösättningen hindrade detta.
Linden seglade i första hand med virkeslaster från finska och norrländska hamnar till Danmark och Tyskland, ibland till England. Hon gjorde sin sista resa 1947 och avfördes från skeppsregistret 1953.